# NGC 7776
NGC 7776 (другие обозначения — IC 1514, PGC 72812, MCG -2-60-22) — спиральная галактика (Sa) в созвездии Водолей.
Этот объект входит в число перечисленных в оригинальной редакции «Нового общего каталога».